# Btissam Lakhouad
Btissam Lakhouad, född den 7 december 1980 i Khouribga, är en marockansk friidrottare som tävlar i medeldistanslöpning.
Lakhouad deltog vid IAAF World Athletics Final 2007 i Stuttgart på 1 500 meter där hon slutade på en sjätte plats. Året efter deltog hon vid Olympiska sommarspelen i Peking där hon tog sig vidare till finalen på samma distans. Väl i finalen slutade hon på tolfte plats på tiden 4.07,25. Hon var även i final vid IAAF World Athletics Final 2008 och blev då elva. 

## Personliga rekord
- 800 meter - 2.01,66
- 1 500 meter - 4.03,4